# 1835 Gajdariya
1835 Gajdariya è un asteroide della fascia principale. Scoperto nel 1970, presenta un'orbita caratterizzata da un semiasse maggiore pari a 2,8324082 UA e da un'eccentricità di 0,0907243, inclinata di 0,98967° rispetto all'eclittica.
L'asteroide è dedicato allo scrittore sovietico Arkady Gaidar (1904-1941).